# Fulton (Mississippi)
Fulton település az Amerikai Egyesült Államok Mississippi államában, Itawamba megyében, melynek megyeszékhelye is. Lakosainak száma 4542 fő (2020. április 1.).

## Népesség
A település népességének változása:

| 2010 | 3 961 |
| 2020 | 4 542 |